# Claude Théodore Decaen
Claude Théodore Decaen (Utrecht, 30 settembre 1811 – Metz, 2 settembre 1870) è stato un generale francese.

## Biografia
Era alla scuola militare nel 1827, divenne 2º luogotenente nel 1829 e servì la campagna francese in Africa nel 1830 e nel 1831. Nel 1838 divenne tenente e nel 1849 capitano. Ha servito come aiutante del 7º battaglione degli Chasseurs nel 1840.
Decaen ricevette il cavaliere della Legion d'onore il 22 aprile 1847. Fu nominato comandante di battaglione nella 62ª linea 6 maggio 1850 e gli fu dato il comando del primo battaglione degli Chasseurs il 24 dicembre 1851. Fu in Algeria dal 1852 al 1854.
Nel 1853 divenne tenente colonnello. Fu inviato a Sebastopoli e divenne colonnello della settima linea. Fu nominato generale di brigata il 22 settembre 1855. Gli fu dato il comando della 2ª brigata della 1ª divisione di fanteria del 1º corpo dell'Armata d'Oriente e, il 7 febbraio 1858, prese il comando di una brigata di fanteria della Guardia Imperiale.
Ritornato in Francia, partì per l'Italia alla testa della 2ª brigata della 2ª divisione della Guardia Imperiale. Il giorno dopo la battaglia di Magenta, fu elevato al grado di generale di divisione e prese il comando della 2ª divisione del 2º corpo, sostituendo il generale Espinasse, che fu ucciso in combattimento. Si distinse nella battaglia di Solferino.
Durante la guerra del 1870, Decaen fu ferito mortalmente durante la battaglia di Borny-Colombey e morì dopo tre giorni di sofferenza.